# La cigala i la formiga
|  | Per a altres significats, vegeu «La cigala i la formiga (La Fontaine)». |

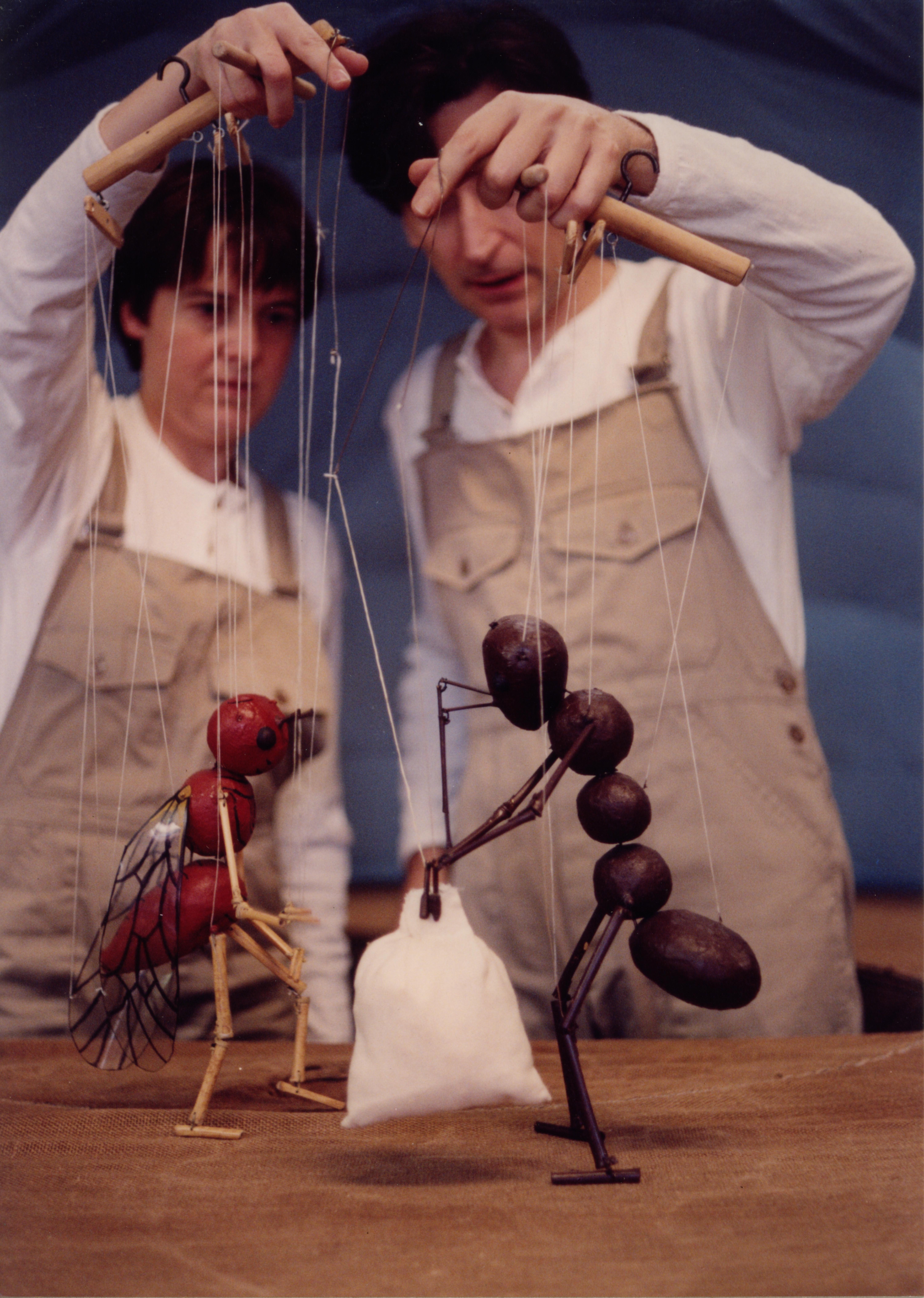
La cigala i la formiga

La cigala i la formiga és una de les faules atribuïdes a Isop i recreada per Jean de la Fontaine, Félix María Samaniego i molts artistes de diverses disciplines artístiques tot arreu el món. A la faula hi apareix una cigala que després de passar l'estiu cantant, en arribar l'hivern es troba desproveïda d'aliment i se'n va a demanar-li menjar a la seva veïna la formiga. La laboriosa formiga es compadeix de la cigala, i li regala alguns grans d'arròs, no sense abans advertir-li que ha de ser previsora, i que val més prevenir que lamentar. La faula continua inspirant artistes de tot gènere: músics, actors, escriptors, dibuixants… El 1977, el grup La Trinca va crear una cançó sobre el tema al seu àlbum Trempera matinera. El 2003, el compositor Xavier Benguerel va sortir un àlbum 7 Faules de La Fontaine amb l'Ensemble Orquestra de Cadaqués. El 2008, Anna Grau publicà una versió il·lustrada per Bassa. El 2010 el grup de teatre infantil Xip Xap va estrenar una nova versió teatral a la 21a edició de La Mostra d'Igualada – Fira de teatre infantil i juvenil.